# Antully
Antully ist eine französische Gemeinde mit 816 Einwohnern (Stand: 1. Januar 2022) im Département Saône-et-Loire in der Region Bourgogne-Franche-Comté. Die Gemeinde gehört zum Arrondissement Autun und zum Kanton Autun-2 (bis 2015: Kanton Autun-Sud). Die Einwohner werden Pilavoines genannt.

## Geographie
Antully liegt etwa zehn Kilometer südöstlich von Autun. Das Gemeindegebiet wird vom Flüsschen Rançon durchquert, das hier zu den Seen Étang du Martinet und Réservoir du Haut-Rançon aufgestaut wird. Umgeben wird Antully von den Nachbargemeinden Auxy im Norden, Saint-Émiland im Osten, Saint-Firmin im Südosten, Saint-Sernin-du-Bois im Süden, Marmagne im Südwesten sowie Autun im Westen und Nordwesten.

## Bevölkerungsentwicklung
| 1962                       | 1968 | 1975 | 1982 | 1990 | 1999 | 2006 | 2013 | 2019 |
| -------------------------- | ---- | ---- | ---- | ---- | ---- | ---- | ---- | ---- |
| 690                        | 689  | 637  | 748  | 877  | 861  | 812  | 826  | 864  |
| Quellen: Cassini und INSEE |      |      |      |      |      |      |      |      |

## Sehenswürdigkeiten
- Kirche Saint-Benoît aus dem 19. Jahrhundert

## Weblinks

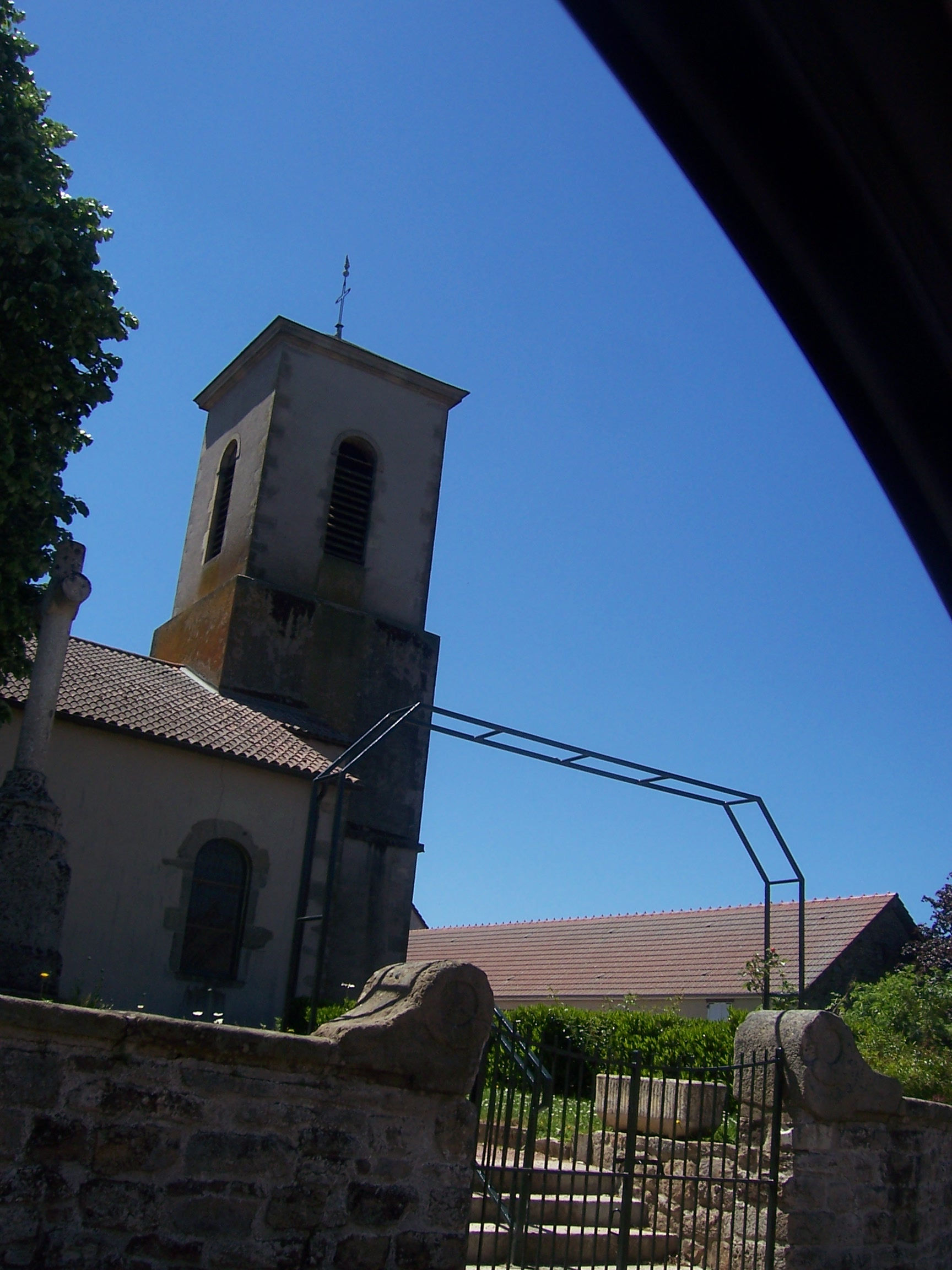
Kirche Saint-Benoît